# Weingut Neumeister
Das Weingut Neumeister in Straden ist ein österreichisches Weingut im Weinbaugebiet Vulkanland Steiermark. Das Weingut ist Mitglied der Steirischen Terroir- und Klassikweingüter.

## Böden und Rebsorten
Das Terroir der Weingärten im Steirischen Vulkanland ist geprägt von kalkhaltigen Sedimentböden aus dem Tertiär (Sarmatschotter, Sandstein, Muschelkalk) und dem Einfluss von pannonischem und illyrischem Mischklima.
Geleitet wird das Weingut von Christoph Neumeister. Die Rebfläche der seit 2013 zertifiziert organisch-biologisch bewirtschafteten Weingärten beträgt 31 Hektar (Stand 2020). Weitere vier Hektar entfallen auf Vertragswinzer. 89 Prozent sind mit weißen Rebsorten bestockt, hauptsächlich mit Welschriesling, Sauvignon Blanc, Morillon, Grauburgunder, Weißburgunder, Roter Traminer und Gelber Muskateller. Zu den Premium-Rieden des Weinguts zählen Klausen und Steintal (Erste STK Rieden) sowie Moarfeitl und Saziani (Große STK Rieden). Die Böden sind Sedimentböden aus dem Tertiär mit viel Kalk und Schotter teilweise vulkanischem Ursprungs.

## Sonstiges
Neben dem Weingut betreibt die Familie Neumeister auch die Restaurants Saziani Stub’n & Saziani G’Wölb sowie das Hotel „Schlafgut“ Saziani.